# Mark Stent
Mark "Spike" Stent, född 3 augusti 1965 i Alton, Hampshire i England, är en engelsk skivproducent och ljudtekniker.